# Collège baptiste Saker
Pour les articles homonymes, voir Saker et Alfred Saker.
Le collège baptiste Saker (en anglais : Saker Baptist College) est une école secondaire baptiste pour filles située à Limbé, au sud-ouest du Cameroun. Elle est affiliée à la Convention baptiste du Cameroun.

## Histoire
L'école a été fondée en 1962 par des missionnaires baptistes.
Les anciens élèves de l'école ont fondé une association appelée ExSSA. Le 27 janvier 2007, cette association a offert une chapelle d'une valeur de 200 millions de francs CFA au collège.
La façade du collège a été rénovée en 2020 dans le cadre d'une initiative de revêtement routier.
En 2020, l'école compte 749 étudiants.